# Керен Рассел
Керен Рассел (англ. Karen Russell) — американська письменниця, яка насамперед відома як авторка роману виховання «Болотоляндія!» (2011), що розповідає історію сімейства Бігті, приборкувачів алігаторів, у парку розваг на території Флориди-Еверглейдс.

## Біографія
Народилася 10 липня 1981 року в Маямі, Флорида, США. Має брата, Кента Рассела, який також став письменником. Навчалася у Середній школі Корал-Гейбелз Сініор (Маямі), яку закінчила 1999 року. 2003 року отримала ступінь бакалавра з іспанської мови та літератури у Північно-Західному університеті, а 2006 року здобула магістерський ступінь у Колумбійському університеті.
Окрім своєї письменницької діяльності, Керен також викладала креативне письмо та літературу у різних вишах США, як-от: Університет Раджерс, Колумбійський університет, Коледж Вільямс, Коледж Брін Мар тощо. Ба більше, вона також періодично займається проведенням письменницьких семінарів, серед яких, зокрема, Семінар письменників Айови та Письменницька конференція «Земля сирен».

## Кар'єра
У вересні 2006 року видала свою дебютну збірку оповідань «Будинок св. Люсі для дівчаток, яких виховували вовки», що містить десять розповідей, а історія, яка дала назву збірки, оповідає про дівчаток, які виховувалися у лісі вовками, а тепер група монашок намагаються зробити з них зразкових молодих леді.
2011 року світ побачив перший роман письменниці — «Болотоляндія!», події якого відбуваються в однойменному парку розваг на території Флориди-Еверглейдс. Книга розповідає історію сімейства Бігті, приборкувачів алігаторів, після смерті їхньої матері. 2012 року роман став фіналістом Пулітцерівської премії.
У лютому 2013 року світ побачила друга збірка оповідань Керен — «Вампіри у лимоновому лісочку», що містить розповіді про травматичні згадки Іракської війни, японську шовкову фабрику XIX століття, отримання гомстедів у Небрасці тощо.
2014 року вийшла повість «Пожертва сну», яка розповідає про тисячі американців, які втратили здатність спати і тепер потребують пожертв у вигляді здорового сну від людей, яких не зачепила ця недуга.

## Твори
- St. Lucy's Home for Girls Raised by Wolves (2006) — «Будинок св. Люсі для дівчаток, яких виховували вовки»;
- Swamplandia! (2011) — «Болотоляндія!»;
- Vampires in the Lemon Grove: Stories (2013) — «Вампіри у лимоновому лісочку»;
- Sleep Donation: A Novella (2014) — «Пожертва сну».